# Júlio Costamilan
Júlio Costamilan (Caxias do Sul, 1º de julho de 1934 - Caxias do Sul, 9 de dezembro de 2024) foi um advogado e político brasileiro, filho de Frederico Costamilan Sobrinho e Maria Costamilan, que exerceu o mandato de deputado federal constituinte em 1988. Formou-se Bacharel em Ciências Jurídicas e Sociais pela Universidade de Direito da Pontifícia Universidade Católica do Rio Grande do Sul (PUC-RS), em Porto Alegre, no ano de 1960.
Ingressou na vida política em 1959 como vereador em Caxias do Sul pela legenda do Partido Trabalhista Brasileiro (PTB), cargo no qual permaneceu, pela primeira vez, até 1961, quando foi nomeado secretário municipal de Administração da cidade gaúcha. Posteriormente, se reelegeu na Câmara dos Vereadores de Caxias do Sul, antes de ser eleito deputado estadual e federal, respectivamente. Deixou a Câmara dos Deputados em janeiro de 1991 para voltar a exercer a advocacia.
Faleceu no dia 9 de dezembro de 2024, em Caxias do Sul, aos 90 anos.

## Carreira política
Após formar-se em direito, Júlio Costamilan foi nomeado como secretário mMunicipal de Administração em Caxias do Sul. Após um ano, deixou o cargo para tentar a reeleição como vereador nas eleições de 1962, quando foi reeleito.
Em 1965, filia-se ao Movimento Democrático Brasileiro (MDB), oposição ao regime militar que deu-se início um ano antes. Se torna vice-líder do partido e membro da Comissão de Finanças e Planejamento, pouco tempo depois, em 1975 - além de presidente da Comissão Especial de Vitivinicultura.
- 1970/72 - Reeleito vereador em sua cidade natal, pelo MDB.
- 1974 - É eleito deputado estadual.
- 1978 - Eleito deputado federal.
- 1979 - Torna-se titular da Comissão de Trabalho e Legislação Social e Suplente da Comissão de Finanças, função que exerce até o fim da legislatura.
- 1982 - Reeleito deputado federal em novembro daquele ano.
- 1986 - Eleito deputado à Assembleia Nacional Constituinte (ANC).
- 1987 - Torna-se titular da Subcomissão dos direitos dos Trabalhadores e Servidores Públicos, da Comissão da Ordem Social e suplente da Subcomissão de Tributos, Participação e Distribuição das Receitas, da Comissão do Sistema Tributário, Orçamento e Finanças.
- 1991 -  Após não participar da eleição um ano antes, Costamilan deixa a Câmara dos Deputados, afasta-se da vida pública e passa a exercer a advocacia[2]